# Двенадцатичленная формула бытия

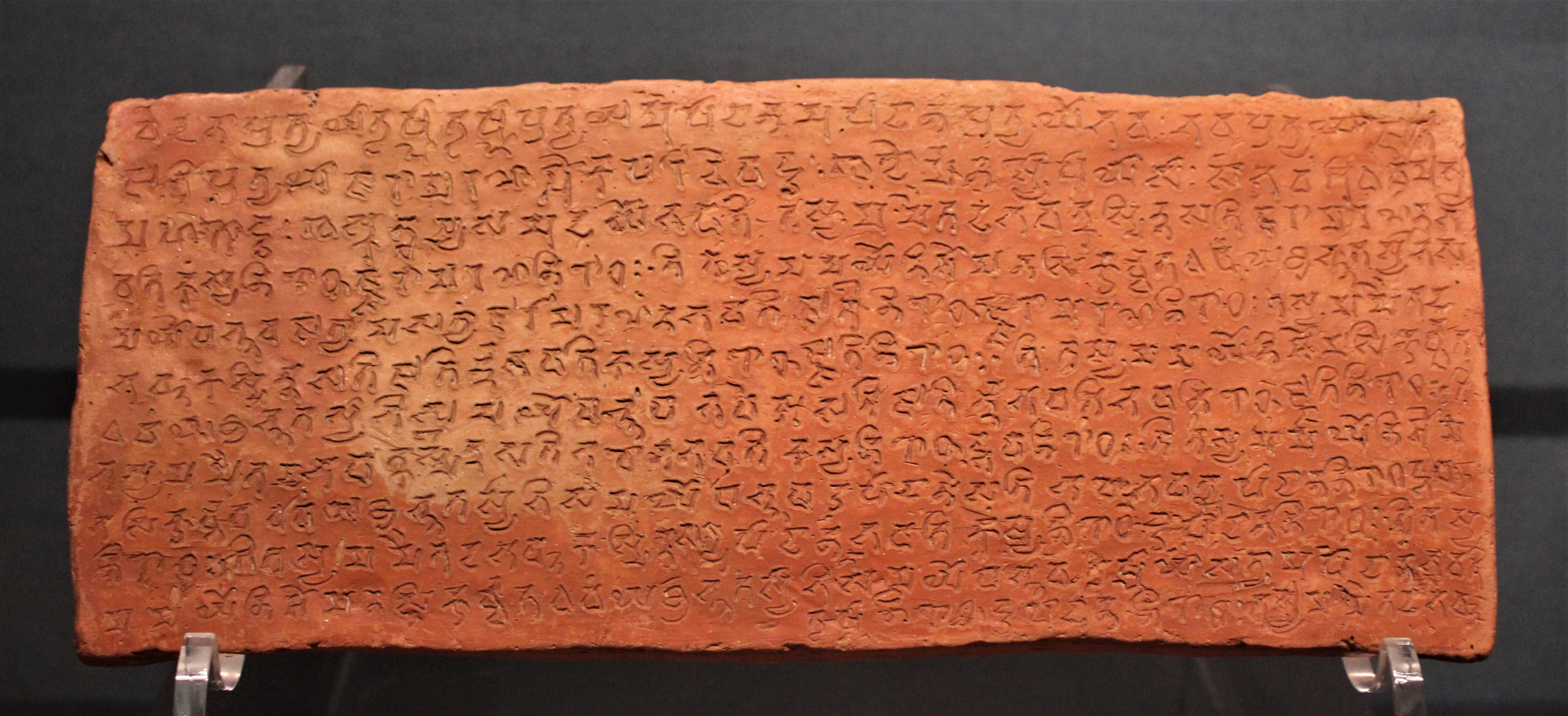
Кирпич с «Сутрой о взаимообусловленном возникновении» (пратитья-самутпада). Найден в Гопалпуре, район Горакхпур, Уттар-Прадеш. Датирован 500 годом н.э., период Гуптов. Музей Эшмола.

Двенадцатичленная формула бытия, или 12 нидан, (санскр. IAST: dvādaśāṅga-pratītya-samutpāda, двенадцатичленное взаимообусловленное возникновение) — детализированное выражение буддийской концепции причинности, «совместного возникновения условий» (пратитья-самутпада); схема причин и следствий, образующих круговорот страдания (сансару).
В начале этой схемы-цепочки находится неведение (авидья), которое называют «корнем сансары». Звенья цепи последовательно порождают друг друга, и двенадцатое звено приводит снова к первому. Так цепочка причин и следствий создаёт круговорот бытия, природа которого — «не-душа», то есть отсутствие субстанциональной субъективности (анатма), «не-вечное» (анитья), «страдание» (духкха): тот, кто родился, неизбежно умрет, а замутненное неведением сознание продолжится в новой форме.

Осознание этой цепочки ведёт к освобождению от страданий: 
Чтобы понять природу нашего существования, мы начинаем с понимания двенадцати звеньев обусловленного возникновения, которые определяют форму и путь нашей жизни по мере её развёртывания. Тот, кто может созерцать эти двенадцать звеньев, полностью поймёт причины страдания, как и путь от страдания к освобождению.

## Звено первое: неведение
Поскольку эта схема образует «порочный круг», есть толкование, что неведение (авидья) — корневая причина лишь условно, формально, но не «абсолютное начало или первопричина сансары»: наравне со всеми остальными элементами цепочки, авидья — как их следствие, так и причина. Будда об этом говорил: «Непостижимо начало неведения, о монахи, до которого неведения не было, и после которого оно появилось. Однако постижимо, что у неведения есть условие» (Ангуттара-никая, X. 51). В трактате Буддагхосы «Висуддхимагга» (17.36) утверждается, что не следует считать неведение «беспричинной корневой причиной мира… она небеспричинна, ибо причина ее определяется так: с возникновением омрачений (асрава) возникает неведение». Асрава (пали асава) — это отрицательные психические состояния, препятствующие духовному прогрессу, к которым относят:
- жажду чувственных удовольствий, жажду существования, жажду несуществования (тришна; см. также 2-ю из Четырех благородных истин); жажда следует после неведения и является звеном 8 в цепочке факторов взаимозависимого возникновения (см. ниже); из жажды проистекают все аффекты (клеша) — страсть, ненависть, зависть и прочие, с нее начинается закабаление индивида в сансаре[5];
- ложные взгляды (дришти); конструирование ложных концепций провоцируется неведением[6];
- неведение (авидья).

Таким образом, получается, что неведение и прочие омрачения (асрава) взаимообусловлены.
Согласно буддийской философской школе Мадхъямака, авидья означает наделённость ума предвзятыми идеями и понятиями, из-за которой существа конструируют мир идей, накладывающийся на реальность и своими формами и качествами заслоняющий её. В более узком смысле авидья определяется как невежество относительно Четырех благородных истин.

## Схема двенадцатизвенной цепи причинно-зависимого происхождения
Классическая формула из двенадцати нидан, которую можно найти в «Саньютта-никае», части II, «Книге причинности» (Нидана-вагга), СН 12.1 и СН 12.2:
1. Неведение (пали IAST: avijjā, санскр. अविद्या, IAST: avidyā — авидья, тиб. маригпа, кит. 無明 у-мин) относительно своей истинной природы и истинной природы окружающих вещей, незнание Четырёх благородных истин и эгоцентризм. Неведение является причиной:
2. Формирующих факторов (пали IAST: sankhārā, санскр. संस्कार — самскара, тиб. дхудже, кит. 行 син), состоящих из кармических факторов прошлых жизней и создающихся кармических факторов. Формирующие факторы определяют:
3. Сознание (пали IAST: viññāṇa, санскр. विज्ञान — виджняна, тиб. намше, кит. 識 ши) — различение «сигналов от разных чувственных анализаторов (индрий)», а также в более близком контексте «индивидуальное перерождающееся сознание» с семенами стремлений в виде кармических привычных тенденций. Сознание «спускается» в чрево матери, где происходит формирование:
4. Нама-рупы (пали IAST: nāmarūpa, санскр. नामरूप, тиб. мингчжук, кит. 名色 мин-сэ), психо-телесного комплекса или пяти скандх, образующих личность. Нама-рупа обуславливает возникновение:
5. Шести сфер познания (пали IAST: saḷāyatana, санскр. षडायतन  — шад-аятана, тиб. кьече друк, кит. 六入 лю-жу) — сфер «видимого, слышимого, осязаемого, обоняемого, ощущаемого на вкус и воспринимаемого умом (манасом)». Благодаря сферам познания возникает:
6. Контакт (пали IAST: phassa, санскр. स्पर्श — спарша, тиб. рекпа, кит. 觸 чу) сфер с чувствами (сферы видимого со зрением, сферы слышимого со слухом, сферы осязаемого с осязанием, сферы обоняемого с обонянием, сферы ощущаемого на вкус со вкусом, сферы воспринимаемого умом с манасом). Контакт является причиной возникновения:
7. Приятных, неприятных и нейтральных ощущений (пали. IAST: vedanā, санскр. वेदना — ведана, тиб. цорва, кит. 受 шоу). В результате чего появляется:
8. Жажда (пали IAST: taṇha, санскр. तृष्णा — тришна, тиб. сепа, кит. 愛 ай) или страстное желание, которое неизбежно превращается в:
9. Присвоение (привязанность) (пали. IAST: upādāna, санскр. उपादान — упадана, тиб. ленпа, кит. 取 цюй) или цепляние, попытку удержания «объектов чувств и мыслей». Присвоение является основным элементом цепи с точки зрения возможности разрушить схему. Если человек посредством своей воли и правильного мышления прекращает присвоение, то заканчивается процесс формирования:
10. Становления (существования) (пали IAST: bhāva, санскр. भव — бхава, тиб. сипа, кит. 有 ю) или «возможности перерождения в одной из трёх сфер» (лока). Становление обуславливает:
11. Рождение (пали IAST: jāti, санскр. जाति — джати, тиб. кьева), которое связано с проявлением виджняны, нама-рупы и шести сфер познания. Рождение приводит к:
12. Старости (пали IAST: jarā, санскр. जरा — джара, тиб. гава) и cмерти (пали IAST: marana, санскр. मरण — марана, тиб. чива), к тяготе, скорби, страданию, неудовлетворенности (духкха)[8].

Каждая из нидан представляет собой фактор, который действует только во взаимодействием со множеством прочих факторов. В формуле существует не только последовательное воздействие элементов друг на друга, но и более сложное круговое взаимодействие. Например, виджняна появляется в схеме три раза: на третьем звене, на четвёртом в качестве одной из скандх и на пятом, где в буддийской традиции шести сферам ставят в соответствие шесть виджнян. Ф. И. Щербатской полагал, что пять скандх наличествуют во время всего процесса, и разные ступени получили свое название от преобладающих дхарм.
В буддизме признаются шесть возможных форм рождения (звено 11): три «счастливые» формы рождения — в качестве божества (дэва), воинственного титана (асура), человека (манушья), и три несчастливые — в качестве животного (тирьяка), голодного духа (прета) и обитателя ада (нарака). Причем, никакой идеи духовной эволюции в этой схеме не заложено: после смерти в качестве божества, можно снова родиться человеком, затем родиться в аду, потом родиться животным, потом — снова человеком, потом — опять в аду и так далее. Двенадцать звеньев причинно-зависимого происхождения охватывают три последовательные жизни. Если первые два звена относятся к прошлой жизни, то звенья с третьего по десятое относятся к данной жизни, а одиннадцатое и двенадцатое звенья относятся к следующей жизни. Причем, звенья 8, 9 и 10 выполняют относительно будущей жизни те же функции, что звенья 1 и 2 по отношению к настоящей жизни. Начало новой кармы — звено 8 «тришна».
По мнению востоковеда, буддолога Д. В. Поповцева, четыре первых звена цепи относятся к прошлой жизни, следующие пять звеньев относятся к настоящей жизни, три последних звена — к будущей жизни. Д. Люстхаус предполагал, что Шакьямуни сформулировал схему в обратном порядке, начав с вопроса «Почему существует смерть?» и дойдя таким образом до неведения.

## Значение двенадцати звеньев причинно-зависимого возникновения
В буддийской иконографии (тиб. танка) для наглядности и лучшего понимания доктрины мирянами в изображении «Колеса становления» (бхава-чакра), или «Колеса сансары», размещают 12 образов, символизирующих 12 причинно-зависимых звеньев (во внешнем круге, по часовой стрелке):
1. Неведение (авидья) — слепой с посохом.
2. Кармические формирующие факторы (самскара) — горшечник, изготавливающий из глины кувшины: каждый «лепит» свою будущую жизнь.
3. Сознание (виджняна) — обезьяна, прыгающая с ветки на ветку: сознание неустойчиво и склонно перескакивать с одного объекта на другой, оно способно только копировать и подражать.
4. Психическое и физическое (нама-рупа) — два человека, плывущие в лодке: физическое гребет, психическое правит.
5. Шесть сфер (шад-аятана) — дом с шестью окнами: шесть чувственных способностей (индрий) гла́за, уха, носа, языка, тела, ума (манас).
6. Контакт (спарша) — два влюбленных, тесно прижавшиеся друг к другу, или акт совокупления.
7. Ощущения (ведана) — человек, схватившийся рукой за вонзившуюся ему в глаз стрелу.
8. Жажда (тришна) — человек, пьющий из чаши вино.
9. Присвоение (упадана) — человек, срывающий с дерева плоды и складывающий их в суму: привязанность к объектам желания.
10. Становление (бхава) — птица, сидящая на яйцах в гнезде; другой вариант — невеста.
11. Рождение (джати) — женщина, рожающая ребенка.
12. Старение и смерть (джара-марана) — сгорбленный старик, несущий на спине мертвеца.[18][19][20]

Ф. И. Щербатской проводил параллели между ниданами и разными этапами развития организма: первые две ступени (авидья, самскара) — возникновение жизненного процесса; виджняна (3) — первый момент новой жизни; нама-рупа (4) — пять скандх в эмбрионе перед образование органов чувств; шад аятана (5) — образование органов чувств; спарша (6) — органы чувств и сознание начинают действовать; пробуждение полового инстинкта отнесено к тришне (8); бхава (10) — жизнь, разные действия сознания (карма-бхава).
Отказавшись от идеи неизменного самосущего атмана, «я» (анатмавада), Будда оставил только процесс — поток меняющихся дхарм (сантана), саморегулирующийся законом взаимозависимого становления (пратитья самутпада). Пратитья самутпада фактически утверждает, что все феномены обусловлены, и нет ни одного явления, которое, обуславливая другое явление, не было бы обусловлено каким-либо третьим. Буддисты считают, что такой ход вещей существовал извечно и был открыт Буддой: «Возникает ли татхагата или нет, этот порядок существует: порядок дхарм, чередование дхарм, или обусловленность» (Самьюта никая, II. 25).
Формула зависимого бытия объясняет динамику разворачивания опыта индивидуального существования в условиях сансары, связывает неизбежно страдание (духкха) и страсть (тришна), являясь важным дополнением к Четырем благородным истинам. После реализации индивидом Четырех благородных истин, неведение (авидья) прекращается, и цепь пратитья самутпады начинает раскручиваться в обратную сторону: перестает возникать тришна, не производятся самскары, и происходит освобождение. В доктринальном плане двенадцатизвенная цепь зависимого происхождения связна со 2-й истиной об источнике духкхи, а остановка процесса возникновения причинно обусловленных звеньев и выход из круговорота рождений и смертей — с 3-й и 4-й истинами о прекращении и пути. Для объяснения Четырех благородных истин Будда описал 12 звеньев зависимого возникновения с четырех точек зрения:
1. Для пояснения истины о страдании 12 звеньев зависимого возникновения приводятся в порядке возникновения «осквернения»: «По причине неведения — самскара… …По причине рождения — старость и смерть».
2. Для объяснения истины об источнике страдания 12 звеньев зависимого возникновения приводятся в порядке возвращения «осквернения»: «Если старость и смерть и возникают от чего-то, то возникают от рождения… …Если самскара и возникает от чего-то, то возникает от неведения».
3. Для разъяснения истины о прекращении, или возможности прекращения, 12 причинно обусловленных звеньев приводятся в прямом порядке очищения: «В результате прекращения неведения, прекращается самскара… …В результате прекращения рождения, прекращаются старость и смерть».
4. И наконец для пояснения истины пути 12 нидан приводятся в обратном порядке очищения: «Если старость и смерть и прекращаются благодаря прекращению чего-то, то прекращаются благодаря прекращению рождения… …Если самскара и прекращается благодаря прекращению чего-то, прекращается благодаря прекращению неведения»[24].

Будда оценивал учение о пратитья-самутпаде как «глубокое», «тонкое», «доступное пониманию только знатоков» и отождествлял его с Дхармой:
«Кто видит взаимозависимое возникновение, тот видит Дхамму;
кто видит Дхамму, тот видит взаимозависимое возникновение.»

Маджджхима-никая, I.191
Считается, что перед пробуждением (бодхи) Будда изучал все звенья цепи с тем, чтобы увидеть «слабое звено», уничтожив которое можно достигнуть освобождения. Будда указывал, что невозможно изменить прошлое и первые два звена вместе с ним; также невозможно изменить связанные с этими звеньями факторы виджняны, нама-рупы, контакта, шести сфер и ощущений. Но взаимодействие жажды и присвоения поддаётся пресечению. В части школ считается, что для прекращения данной связки Шакьямуни создал практику памятования смрити. В ряде текстов на место «слабого звена» претендовали и некоторые другие факторы, в частности жажда.
Будда представлял пратитья самутпаду как «срединный путь» между двумя «крайностями» — воззрением этернализма (сассатавада: действует тот же, кто пожинает результаты действия) и воззрением аннигиляционизма (уччхедавада: действует один, а пожинает плоды другой). В трактате «Висуддхимагга» взаимозависимое происхождение, наряду с пятью скандхами и Четырьмя благородными истинами, указывается как объект для аналитической медитации (пали: випассана, санскр.: випашьяна), посредством которой достигают мудрости (праджня) и ослабления омрачения неведения (авидья).

Буддолог А. В. Парибок считает, что формула взаимозависимого происхождения является для буддизма «универсальным выражением любых психофизиологических процессов», также высказывая мнение о невозможности её истолкования на данный момент, так как «ни один из исследователей её поистине не понял». Однако буддисты провозгласили открытие двенадцатизвенной цепи причинности величайшим деянием Татхагата. Один стих подытоживает кредо всех буддийских школ, и его можно видеть везде, где буддизм оказывал влияние — на стенах храмов, статуях, камнях:
Татхагата разъяснил причину всех тех дхарм, которые возникают из причин, а также способ их прекращения. Это — Учение Великого Аскета.

IAST: Ye dharmā hetu prabhabā hetun tesāṁ tathāgato hyavadat te teṣāṁ cayo nirodha evam vādī māha śramaṇah